# الدوري البيروي لكرة القدم 2017
الدوري البيروفي لكرة القدم 2017 (بالإسبانية: Campeonato Descentralizado 2017)‏ هو موسم من الدوري البيروفي لكرة القدم. أشرف على تنظيمه اتحاد بيرو لكرة القدم، وكان عدد الأندية المشاركة فيه 16، وفاز فيه أليانزا ليما.